# Chihuahua (gos)
caganers
El chihuahua (en castellà chihuahueño) és una de les races més famoses del món per la seva petita estatura. El seu nom en català és chihuahua amb «ch», ja que prové d'un gentilici i, per tant, conserva la grafia original del lloc. Aquest gos és originari de Mèxic i rep el seu nom per l'Estat de Chihuahua, que va ser el lloc on va ser descobert i domesticat del seu estat silvestre (a diferència de la creença que hi ha en alguns països que el gos li va donar el nom a l'Estat), ja que la paraula "Chihuahua" vol dir "lloc on es troben les aigües dels rius" en tarahumara / rarámuri, o potser "erm arenós" en nàhuatl.

## Història

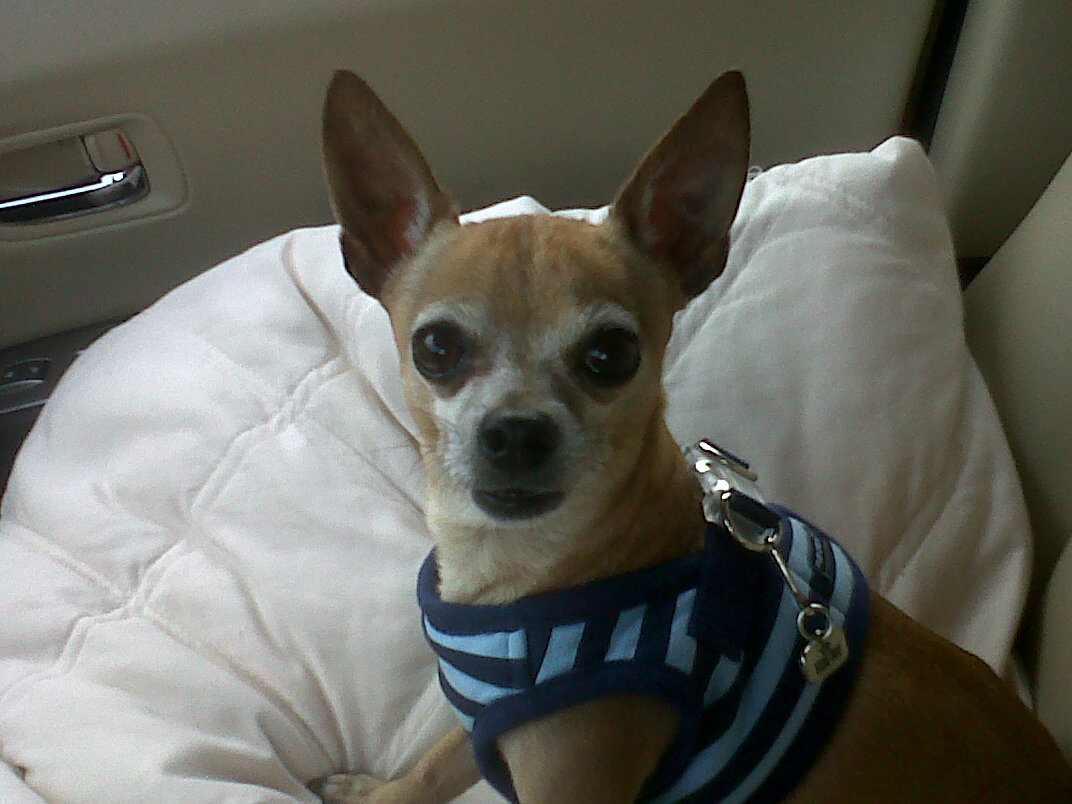
Chihuahua de 7 anys.

Es creu que són descendents d'una raça antiga, similar però una mica més gran, associada amb la reialesa en la civilització tolteca, coneguda com a techichi (ja que sí que s'han trobat restes de gossos petits en tombes antigues a Mèxic) .
Els chihuahua van ser portats als Estats Units per visitants nord-americans que visitaven el Nord de Mèxic i presentats en fires canòfiles on van ser donats a conèixer a nivell mundial. 
Com veiem la història de la raça és incerta, però es pot dir que és una raça de Mèxic. Es tenen nocions dels inicis de la raça en diversos gravats de les cultures mesoamericanes de Mèxic. Des del Nord de la República passant pel centre fins al Yucatán (el Sud). Solcant les cultures tolteca, asteca, teotihuacana i maia.
Una altra teoria diu que van poblar el continent pel fet que van ser portats pels primers pobladors que van passar per l'estret de Bering (teoria no comprovada), o que van ser portats a Mèxic pels espanyols en l'època colonial des de la Xina.
Una altra teoria diu que el chihuahua és el resultat de l'encreuament entre altres races antigues que van habitar el Mèxic antic.
Una de les primeres teories va ser que simplement vivien en estat silvestre en l'estat mexicà de Chihuahua i que van ser domesticats per les persones de la regió fins a arribar pel comerç a pràcticament tot el Mèxic pre-colombí.

## Aparença

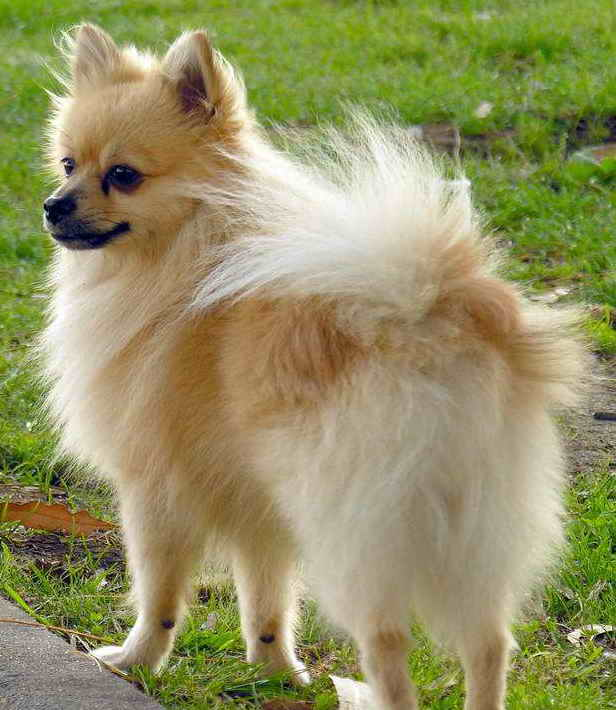
Exemplar de pèl llarg.

Els chihuahues són coneguts per la seva mida petita i les seves llargues i rectes orelles. Els estàndards de criança per a aquest gos no especifiquen generalment una altura, només un pes i una descripció de les seves proporcions generals. Com a resultat, l'alçada varia més que dins de qualsevol altra raça. Generalment, el rang d'alçada és entre 15 i 25 cm (sis i deu polzades) en les creus. De qualsevol manera, alguns gossos creixen fins dels 30 38 cm (dotze a quinze polzades). Els gossos d'exhibició AKC han de pesar no més de 2,7 kg (6 lliures); els estàndards de la FCI marquen que els gossos han de pesar entre 1,5 i 3 kg (3.3 a 6.6 lliures), encara que gossos més petits són acceptables en les mostres. No obstant això, els chihuahues de qualitat mascota (és a dir, aquells criats o comprats com a companys més que com a gossos d'exhibició) poden arribar a més pes, fins a 4,5 kg o més si tenen una estructura òssia que els permeti tenir sobrepès. Això no vol dir que no siguin chihuahues de raça pura, només vol dir que no tenen els requeriments per entrar a una exhibició. Chihuahues de mides grans són vistos per igual en les millors i en les pitjors línies de sang.
Els chihuahues venen en molts colors, des de negre sòlid fins blanc, tacats, o en una varietat de colors com cafè, xocolata, blau (gris), plata, tricolors (xocolata, blau, o negre amb marques cafès i blanques), amb línies, i clapejats. Cadascun d'aquests colors varia en tons i intensitats, cafè pot ser un terme per descriure un gos des d'un color crema molt pàl·lid fins a un cafè fosc (gairebé vermell), o qualsevol to intermedi.

## Temperament
Els chihuahues són preuats per la seva devoció i personalitat. El seu estat alerta, intel·ligència i mida els fan adaptables a una varietat d'ambients, incloent-hi la ciutat i petits departaments, i normalment viuen quinze anys o més. Si bé sovint es considera els chihuahua com febles i fràgils, l'entrenament correcte i la socialització poden resultar en un animal de companyia excel·lent.
Els chihuahues són de mida petita i de fragilitat física. De qualsevol manera, molts chihuahues centren la seva devoció a una persona, posant-se massa gelosos de les relacions humanes d'aquesta persona. Tanmateix, això pot ser mitigat mitjançant la socialització. Els chihuahues tendeixen a tenir una naturalesa de clans, preferint la companyia d'altres chihuahues sobre altres gossos. D'altra banda, aquests gossos semblen no tenir concepte de la seva mida, i poden enfrontar-se a altres animals més grans, la qual cosa resulta en danys i lesions.
Molts chihuahua són sensibles al fred a causa de la seva petita mida corporal. Els amos dels chihuahua generalment vesteixen els seus gossos amb jerseis o abrics en climes freds, però per a això, cal acostumar-los, perquè si no, no es deixen posar teles al damunt.

## Salut

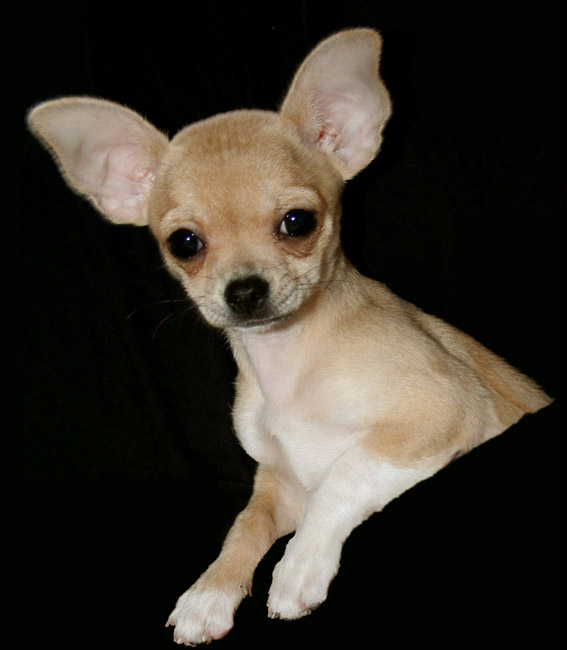
Cadell de pèl curt

Aquesta raça requereix atenció d'un veterinari expert en àrees com ara naixement i cura dental. Els chihuahua tendeixen a tenir anomalies genètiques, usualment neurològiques, com ara epilèpsia o apoplexia.
Els chihuahua, com altres races joguina, també tendeixen a algunes condicions doloroses com luxació de genoll.
Una altra anomalia genètica en els chihuahuas i altres races de joguina és la hidrocefàlia, o aigua al cervell. Aquesta condició apareix en cadells joves i generalment resulta en la mort del cadell per al temps que arriba als sis mesos d'edat. Es pensa que aquesta malaltia es diagnostica perquè el cadell té un cap anormalment gran durant els primers mesos de vida, però altres símptomes són més notables (pel fet que "un cap gran" és una descripció molt vaga). Els cadells chihuahua que mostren hidrocefàlia tenen cranis apedaçats de plaques en comptes d'os sòlid, i típicament són letàrgics i no creixen al mateix ritme que els seus germans. Un veritable cas d'hidrocefàlia pot ser diagnosticat per un veterinari, tot i que el pronòstic és descoratjador.
No obstant això alguns chihuahua poden tenir el que s'anomena "moyera", i és totalment natural i acceptat per la raça, la qual cosa és un petit orifici al cap a on no tenen os, només pell i cabells.
Els chihuahua són també coneguts per les seves fontanel·les, un punt suau en els seus cranis. El chihuahua és l'única raça de gos que neix amb un crani incomplet. La fontanel·la s'omple amb l'edat, però requereix cura durant els primers sis mesos fins que el crani està totalment format. Molts veterinaris no estan familiaritzats amb els chihuahues com raça, i solen confondre la fontanel·la amb hidrocefàlia. El Chihuahua Club of America ha emès una declaració referent a aquest diagnòstic erroni.
Els chihuahua tendeixen a les infeccions oculars a causa dels seus grans, rodons i protuberants ulls i la seva relativa proximitat amb el terra.
Els chihuahua de coloració clapada, o descendents de pares per tal coloració tendeixen a una sèrie de complicacions addicionals de la salut. La coloració clapada és un portador d'altres possibles i severes condicions oculars i ceguesa, sordesa, hemofília, esterilitat, i altres condicions mèdiques. Els compradors que tenen o volen comprar un chihuahua clapat han de fer una investigació sobre les possibles condicions de salut d'aquesta coloració.
L'embaràs dura 2 mesos i les cries arriben a mesurar entre 3 cm a 5 cm.

## Nutrició

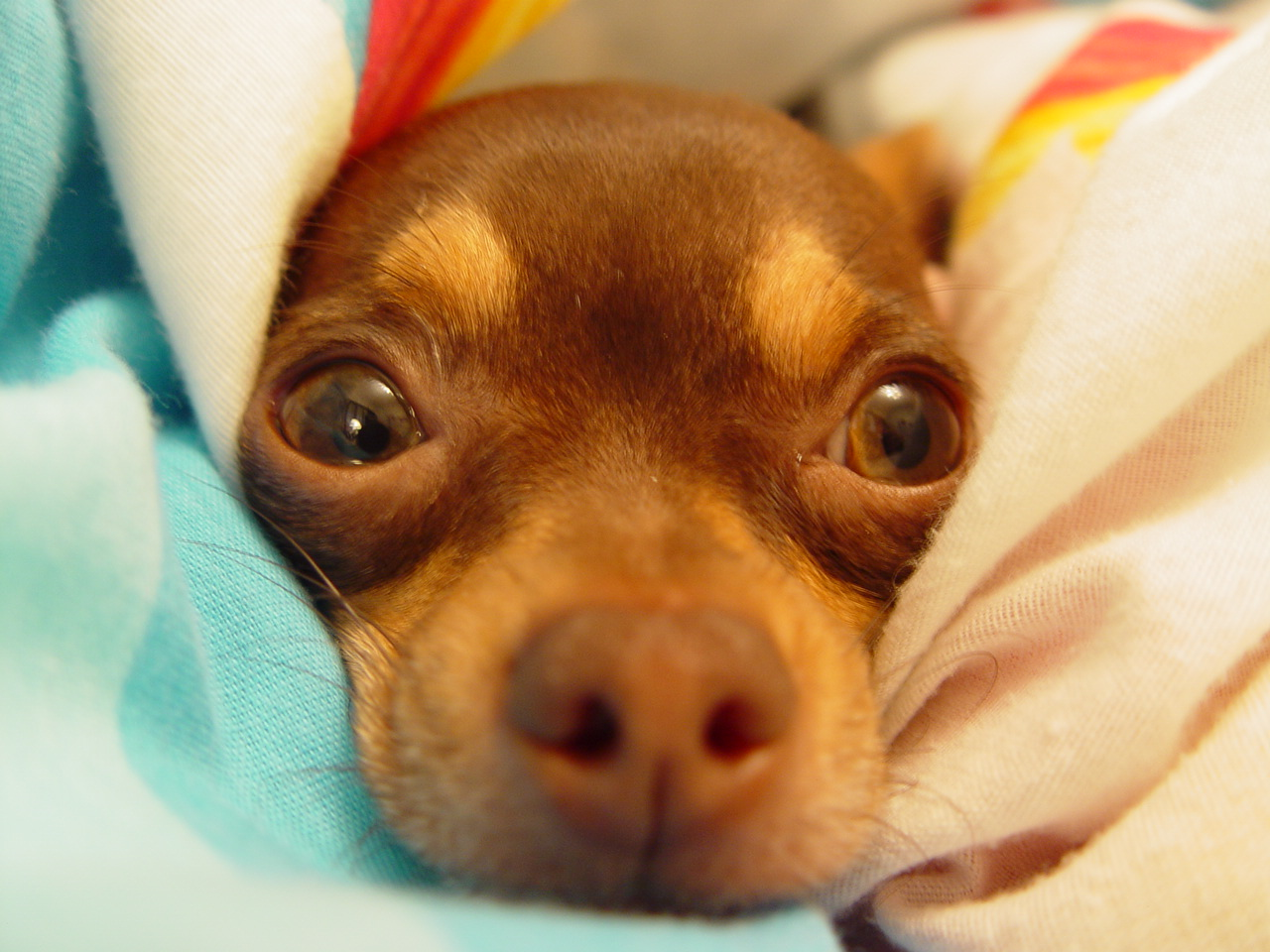
Exemplar de "Cap de Cérvol" adult

Els chihuahua són algunes vegades menjadors d'humans, i s'ha de tenir cura en proveir una nutrició adequada i equilibrada. Al mateix temps, s'ha de tenir cura de no sobrealimentar a aquesta petita raça. Els chihuahua amb sobrepès tendeixen a tenir problemes en els lligaments, col·lapse traqueal, bronquitis crònica, i escurçament de l'expectativa de vida.

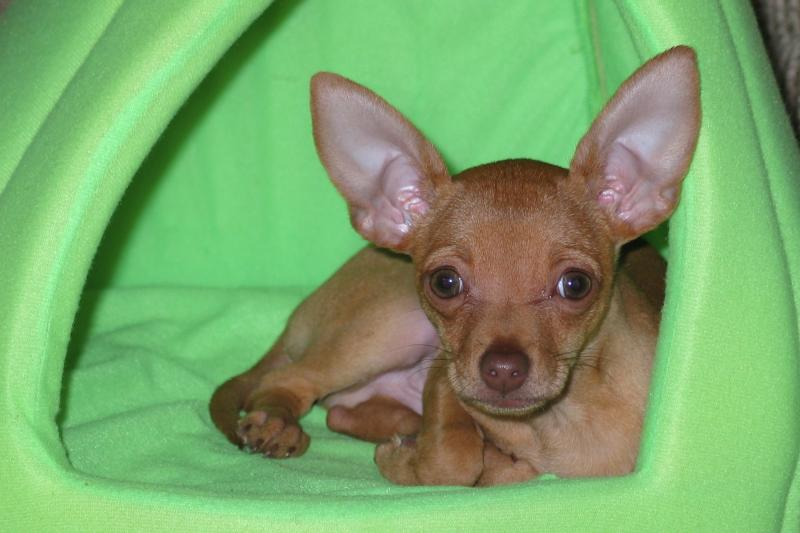
Exemplar de "Cap de Cérvol" cadell

Juntament amb "mini", "Pocket" i "tiny toy", "tasseta" és usat algunes vegades per descriure chihuahuas i altres gossos que són molt petits. Aquest i altres termes similars no són usats oficialment per cap club Kennel o criador prestigiós, i no són races o tipus específics del chihuahua. En particular, tots els chihuahua són gossos "toy" ("joguina"), encara que hi ha variacions de chihuahua molt petits, als quals se'ls anomena "chihuahua de butxaca"
Alguns compradors potencials busquen animals extremadament petits; gossos massa petits, de qualsevol manera, són falsos. Poden estar malalts, o mal nodrits, o, si estan saludables, poden patir curts períodes de vida i problemes de salut a causa del nanisme extrem. No són normalment utilitzats per a la criança, i poden requerir atenció especial. Alguns criadors de chihuahua intenten intencionalment criar animals molt petits, i incrementen els preus dels gossos més petits, o específicament publiciten animals molt petits. Els criadors més prestigiosos desaproven aquestes pràctiques, assenyalant que és difícil predir la mida adult d'un cadell, i citant els altres problemes esmentats abans.
"Cérvol" o "cap de cérvol" són termes que s'utilitzen algunes vegades per a descriure Chihuahues que no tenen l'aparença estàndard del "cap de poma" de la raça. Aquests termes no són oficials.
Els "Caps de Cérvol" no són admesos per a competició, són desqualificats, tampoc estan a la venda.
Hi ha altres termes diferents usats per la gent per descriure deformacions en els chihuahua, com "Cap de Pera" que són els de cap molt ample i pla enfonsat en la part de baix dels ulls, aixecant amb un nas petit, que s'aixeca arrodonit, amb un coll d'1 cm aproximadament, i un front alt.
Els "nano chihuahues" usat als Estats Units són chihuahues als quals se'ls descriu com alguns gossos amb el cap aixecat, i un nas molt llarg -no ens referim als "Cap de Cérvol"-; aquests chihuahua són increïblement petits; no ens referim als "tassa petita" ni "mini toy", que són els "nano" que pateixen una deformació en els ossos per malnutrició; aquests termes no són oficials, i n'està prohibida la venda.